# Тиличеев, Евгений Сергеевич
Евге́ний Серге́евич Тиличе́ев (1 июня 1946, Ленинград — 13 апреля 2021, Санкт-Петербург) — советский и российский актёр театра и кино, заслуженный артист Российской Федерации (1998).

## Биография
Отец был военным, мать работала на ткацкой фабрике. Во время учёбы в школе занимался в студии пантомимы при театре Ленсовета, под руководством Рудольфа Евгеньевича Славского. Окончив школу, поехал в Москву поступать в студию МХАТ, но из-за нехватки средств для проживания в Москве вернулся в Ленинград.
В тот же год был призван в ряды Советской армии, с 1965 по 1968 служил в Перми. Писал статьи в военной газете «Часовой Родины», участвовал в КВН.
После службы в армии поступил в Ленинградский институт театра, музыки и кинематографии (ныне РГИСИ), который окончил в 1971 году.
С 1972 — солист Санкт-Петербургского театра музыкальной комедии.
С 1979 года снимался в телепередаче «Сказка за сказкой», выступая также в качестве её ведущего.
Сыграл более пятидесяти характерных театральных ролей, снимался во многих фильмах, последняя роль — в 2013 году в сериале «Шерлок Холмс» (полковник Фергюсон).
Скончался 13 апреля 2021 года. Похороны прошли 18 апреля на Смоленском православном кладбище.

## Театральные работы
- «Сорочинская ярмарка» — Попович
- «Фиалка Монмартра» — Фраскатти
- «Труффальдино» — Ломбарди
- «Прекрасная Елена» — Ахилл
- «Старик Хоттабыч» — Хоттабыч
- «Трудно быть сержантом» — сержант Кинг
- «Ордер на убийство» — мэр
- «О бедном гусаре» — Бубенцов
- «Ящерица» — Красноречивый
- «Королева чардаша» — Леопольд
- «Мышьяк и старое вино» — Джонатан
- «Возраст любви» — барон де Лагранж-Батерльер
- «Весёлая вдова» — секретарь Негуш
- «О, милый друг»
- «Идеальный мужчина» (театр «Балтийский Дом») — Виктор Мишен

## Фильмография
- 1974 — Царевич Проша — герцог Дердидас
- 1976 — Труффальдино из Бергамо — капитан
- 1977 — Сумка инкассатора — приёмщик камеры хранения на вокзале
- 1978 — Безымянная звезда — эпизод (кондуктор)
- 1979 — Соловей — придворный актёр
- 1981 — Семь счастливых нот — Сидорчук, администратор мюзик-холла
- 1981 — Это было за Нарвской заставой — продавец «счастливых» билетов на ярмарке
- 1981 — Жизнь и приключения четырёх друзей — вор
- 1982 — Ослиная шкура — придворный
- 1983 — Оловянные кольца — Кохимур
- 1983 — Эхо дальнего взрыва
- 1985 — Иди и смотри — фашистский переводчик-коллаборационист
- 1985 — Один за всех!
- 1986 — Прекрасная Елена — Ахилл
- 1986 — Россия (мини-сериал) — Пётр Великий
- 1986 — Как стать звездой (песня «Бегайте трусцой») — эпизод
- 1986 — Конёк-горбунок(телемюзикл) — Гаврила
- 1989 — Музыкальные игры
- 1991 — Дура
- 1992 — Голый король — камердинер
- 1992 — Уик-энд с убийцей
- 1992 — Чекист — прохожий в клетчатых штанах
- 1993 — Чёртовы куклы
- 1994 — Жизнь и приключения четырёх друзей 2 — озвучивание
- 1998 — Маленький водяной — чёрт
- 2000 — Улицы разбитых фонарей, третий сезон (сериал) — Андандонский
- 2005 — Братва (Питерские) (сериал) — синоптик
- 2010 — Дорожный патруль 7 (сериал) — дядя Женя
- 2013 — Шерлок Холмс (сериал) — полковник Фергюсон

## Награды
- Заслуженный артист Российской Федерации (Указ Президента Российской Федерации от 21.09.1998 № 1123) — за заслуги в области искусства[3]
- Медаль «В память 300-летия Санкт-Петербурга» (Указ Президента Российской Федерации от 19.02.2003 № 210) — за внесённый значительный вклад в развитие г. Санкт-Петербурга[4]
- Орден Дружбы (Указ Президента Российской Федерации от 28.04.2011 № 541) — за заслуги в развитии отечественной культуры и искусства, многолетнюю плодотворную деятельность